# Caberea ellisii
Caberea ellisii is een mosdiertjessoort uit de familie van de Candidae. De wetenschappelijke naam van de soort werd, als Flustra ellisii, voor het eerst geldig gepubliceerd in 1814 door Fleming.

## Beschrijving
De kolonie C. ellisii vormt een waaier van 2-3 cm met slanke armen. De kleur is meestal geel of lichtbruin. Deze soort lijkt op Carbasea carbasea, maar die is te herkennen aan de grootte van de kolonie en de vierkante zooïden. Tevens wordt C. carbasea niet hoger dan 2 cm.

## Verspreiding
Deze soort is wijdverbreid in de Noord-Atlantische Oceaan, zowel langs de kusten van Noord-Amerika als Europa.  Bij de Britse Eilanden is C. ellisii een noordelijke soort die voorkomt aan de westkust van Schotland en in het zuiden tot de kusten van het Noord-Kanaal van Noord-Ierland. Het wordt meestal gevonden op rotsachtig substraat op aan stroming blootgestelde locaties. Het gebruikelijke dieptebereik is 10 tot 300 meter.